# 모르그 가의 살인 사건
《모르그 가의 살인 사건》(영어: The Murders in the Rue Morgue)은 미국의 소설가인 에드거 앨런 포가 집필한 추리 소설로, 《그레이엄스 매거진(Grayam's Megazine)》의 창간 편집장이었을 당시 잡지에 실어 발표하였다. 현대 추리·탐정 소설의 시초로 여겨지며, 탐정 캐릭터의 시초 가운데 하나인 오귀스트 뒤팽이 처음으로 등장한 작품이다.